# Theillement
Theillement – miejscowość i dawna gmina we Francji, w regionie Normandia, w departamencie Eure. W 2013 roku populacja gminy wynosiła 415 mieszkańców. 
W dniu 1 stycznia 2017 roku z połączenia dwóch ówczesnych gmin – Bosc-Renoult-en-Roumois oraz Theillement – utworzono nową gminę Thénouville. Siedzibą gminy została miejscowość Bosc-Renoult-en-Roumois. 